# Észak-Korea zászlaja
Észak-Korea zászlaja (hangul: 인공기, handzsa: 人共旗, RR: ingonggi, ’A Népköztársaság Lobogója’), másik nevén Indigó-skarlát Köztársasági Lobogó (hangul: 람홍색공화국기, ramhongszek konghvagukki, handzsa: 藍紅色共和國旗, RR: ramhongsaek gonghwagukki) a Koreai Népi Demokratikus Köztársaság zászlaja, amelyet szovjet nyomásra hoztak létre.
A vörös csillag a Kim Ir Szen elnök által bevezetett forradalmi hagyományokat szimbolizálja. A vörös a forradalmi hazaszeretetet és harci szellemet, a fehér a koreai nemzetet és kultúráját jelképezi. A kék sávok jelzik a koreai nép azon óhaját, hogy „egyesüljön a világ összes forradalmi népével, és együtt harcoljon velük a függetlenség, a barátság és a béke győzelméért”.

## Galéria

A szovjet katonai adminisztráció zászlaja (1945 októbertől 1946 februárig)
Ideiglenes észak-koreai zászló 1946 február és 1948. július 10. között
Zászlóterv
Egy másik zászlóterv
A zászló 1948. szeptember 8. óta